# Ahar
Ahar (perski: اهر) – miasto w Iranie, w ostanie Azerbejdżan Wschodni. W 2006 roku miasto liczyło 85 782 mieszkańców w 20 844 rodzinach.